# ギルマー郡 (ジョージア州)
ギルマー郡（ギルマーぐん、英: Gilmer County）は、アメリカ合衆国ジョージア州の北部に位置する郡である。人口は3万1353人（2020年）。郡庁所在地はエリジェイであり、同郡で人口最大の都市である。

## 歴史
ギルマー郡は1832年12月3日に設立され、郡名はジョージア州知事を2期務めたジョージ・ロッキンガム・ギルマーに因んで名付けられた。

### 南北戦争
南北戦争が起きると、ギルマー郡の男性の多くがその農場を離れ、南軍のために戦った。彼等は郡内や周辺郡で立ち上げられた中隊や自警団に参加した。9個中隊が記録に残っている。
南軍に従軍した最年少兵士はエリジェイ出身のデイビッド・ベイリー・フリーマンだった。1862年5月15日、兄と共にジョージア第6騎兵隊D中隊に入隊したのは11歳の誕生日まで2週間の日だった。リトルデイブと呼ばれ、鼓笛隊や伝令ではなく、実際の兵士として戦った。チカマウガの戦いやアトランタ方面作戦の戦いに参戦した。
戦争の影響は大きかった。北ジョージア山岳部の荒々しい地形が、北軍よりの者、南軍の脱走兵、さらには軍隊に徴兵されることを忌避した者達の隠れ家になった。ジョージア州は南軍州兵部隊を組織して、これらの者達と戦った。
1864年、山岳部にいる者達を組織して北軍よりのゲリラ部隊を結成する動きがあり、ジョージア第1歩兵連隊と呼ばれた。彼等には武器や装備が供給された。州兵が北軍寄りの家庭から盗んだように、彼等は南軍寄りの家庭から馬やラバを盗んだ。入隊条件としてジョージア州内でのみ活動することに合意していた。その結果この部隊は連邦政府に認知されることは無かった。
1864年11月5日、ジョージア第1歩兵連隊はギルマー郡バックタウン近くを襲撃し、馬やラバを盗んだ。ここで南軍州兵部隊と遭遇し、バックタウンの戦いが起こった。北軍ゲリラの21名が捕虜になり、他にも死傷者を出した。捕虜の中に地元支援者のリストを持っている者がいた。捕虜の数人は南軍脱走兵であることが判明し、11月7日にゲインズビルで処刑された。
この戦争は戦後も長くギルマー郡に深い傷跡を残すことになった。

## 地理
アメリカ合衆国国勢調査局に拠れば、郡域全面積は431.83平方マイル (1,118.4 km2)であり、このうち陸地426.69平方マイル (1,105.1 km2)、水域は5.14平方マイル (13.3 km2)で水域率は1.19%である。

### 主要高規格道路

#### アメリカ国道
- アメリカ国道76号線

#### ジョージア州道
- ジョージア州道2号線
- ジョージア州道5号線
- ジョージア州道15号線
- ジョージア州道52号線
- ジョージア州道136号線
- ジョージア州道282号線
- ジョージア州道382号線
- ジョージア州道515号線

### 隣接する郡
- ファニン郡 - 北
- ドーソン郡 - 南東
- ピケンズ郡 - 南
- ゴードン郡 - 南西
- マレー郡 - 西

### 国立保護地域
- チャタフーチー国立の森（部分）

## 人口動態
以下は2000年の国勢調査による人口統計データである。
| 基礎データ - 人口: 23,456人 - 世帯数: 9,071 世帯 - 家族数: 6,694 家族 - 人口密度: 21人/km2（55人/mi2） - 住居数: 11,924軒 - 住居密度: 11軒/km2（28軒/mi2） 人種別人口構成 - 白人: 93.63% - アフリカン・アメリカン: 0.27% - ネイティブ・アメリカン: 0.46% - アジア人: 0.23% - 太平洋諸島系: 0.26% - その他の人種: 3.76% - 混血: 1.39% - ヒスパニック・ラテン系: 7.74% | 年齢別人口構成 - 18歳未満: 24.3% - 18-24歳: 8.5% - 25-44歳: 28.5% - 45-64歳: 25.6% - 65歳以上: 13.1% - 年齢の中央値: 37歳 - 性比（女性100人あたり男性の人口） - 総人口: 103.0 - 18歳以上: 101.3 世帯と家族（対世帯数） - 18歳未満の子供がいる: 30.9% - 結婚・同居している夫婦: 61.1% - 未婚・離婚・死別女性が世帯主: 8.4% - 非家族世帯: 26.2% - 単身世帯: 22.2% - 65歳以上の老人1人暮らし: 8.6% - 平均構成人数 - 世帯: 2.57人 - 家族: 2.96人 | 収入と家計 - 収入の中央値 - 世帯: 34,330米ドル - 家族: 41,805米ドル - 性別 - 男性: 31,217米ドル - 女性: 24,020米ドル - 人口1人あたり収入: 18,117米ドル - 貧困線以下 - 対人口: 23.0% - 対家族数: 17.8% - 18歳未満: 29.6% - 65歳以上: 10.6% |

## 郡政府
ギルマー郡は3人の委員による郡政委員会が統治している。その他に選挙で選ばれる役人としては、保安官、検認判事、治安判事、裁判所事務官、税務委員、検死官がおり、全て共和党員で占められている。
1988年までは単一コミッショナーが統治していた。この年に5人の郡政委員会に修正され、委員会が日々の管理のために郡マネジャーを雇用した。1996年1月1日から現在の3人委員会になった。

## 行事
毎年10月半ばにリンゴ祭が開催されている。

## 見どころ
郡内では「ビッグポプラ」と呼称される黄色のポプラ種が見られる。高さ100フィート (30 m)、基礎の胴回り約20フィート (6 m) にもなる。その自生地にはチャタフーチー国立の森にあるベアクリーク・トレイルから行くことができる。

## 都市と町
- イーストエリジェイ
- エリジェイ - 郡庁所在地
- チェリーログ
- ホワイトストーン
- カートケイ